# Girei
Girei, (en Yoruba Agbègbè Ìjọba Ìbílẹ̀ Girei), est une zone de gouvernement local dans l'État d'Adamawa au Nigeria. Elle s'étend le long de la rivière Bénoué.

## Source
- (en) Cet article est partiellement ou en totalité issu de l’article de Wikipédia en anglais intitulé « Girei » (voir la liste des auteurs).